# Black Tie White Noise
Black Tie White Noise — восемнадцатый студийный альбом Дэвида Боуи, был издан в апреле 1993 года. Он стал его первой сольный работой в 90-х — после экспериментов с хард-рок-группой «Tin Machine» (которые не снискали одобрения у критиков), отправки „на пенсию“ своих старых хитов во время турне Sound + Vision Tour и бракосочетания с супермоделью Иман Абдулмаджид в 1992 году. В записи одной из песен принял участие его старый друг Мик Ронсон, гитарист эпохи Зигги Стардаста, умерший от рака в том же году. По словам самого Боуи, пластинка была вдохновлена его свадьбой, и содержит композиции отражающие эти недавние события, например «The Wedding» и реприза к этой песне в конце диска.
Альбом дебютировал на верхней строчке британского чарта, где пробыл одну неделю. Он стал последним альбомом Боуи #1 в Великобритании вплоть до момента выхода The Next Day в 2013 году.

## Об альбоме
Одноименная песня «Black Tie White Noise» вдохновлена бунтом в Лос-Анджелесе, вызванным проблемами расизма в правовой системе. Эта композиция исполнена Боуи в дуэте с певцом Al B. Sure!.
Композиция «Jump They Say», является данью памяти единоутробному брату Боуи, Терри Бернсу, который совершил самоубийство, будучи госпитализированным с диагнозом шизофрении в 1980-х. Тема песни — соответствие масс (похожих и непохожих людей), проводит параллели с некоторыми из его более ранних работ включая «All The Madmen» из The Man Who Sold The World и «Mass Production» из альбома Игги Попа The Idiot, над которым они с Боуи работали вместе.
Хотя по мнению некоторых критиков, альбом в музыкальном плане превосходил Let's Dance, публика все ещё не была до конца уверена, готова ли она воспринимать Дэвида Боуи снова. Тем не менее, альбом достиг первого места в хит-парадах Великобритании, с такими синглами, как «Jump They Say» и «Miracle Goodnight». Однако, до переиздания позже в 1990-х, альбом был чрезвычайно редким, так как лейбл Savage Records, который выпустил альбом, внезапно обанкротился. Хотя альбом часто считается странной отправной точкой Боуи в 1990-е, Black Tie White Noise знаменует собой начало его современной эры.
Многие критики предположили, чтобы скорее имя Боуи, а не музыка, предотвратило больший коммерческий успех альбома; чтобы доказать свою точку зрения, в 1993 году был сделан анонимный ремикс на композицию с альбома, «Pallas Athena» и выпущен на американским танцплощадках, он стал большим хитом.
Чтобы отметить 10-летие альбома, в 2003 году выпустили переиздание, состоящее из оригинального альбома, второго диска ремиксов и раритетов, а также бонус-DVD с музыкальными видео из «Black Tie White Noise». Такие песни как «Real Cool World» (песня из саундтрека к фильму «Параллельный мир» с Брэдом Питтом, была издана в качестве сингла в 1992) и «Lucy Can’t Dance» (бонус-трек из оригинального альбома) были включены в бонус-диск, наряду с танцевальными миксами многих песен альбома.

## Список композиций
Все песни написаны Дэвидом Боуи, за исключением отмеченных
1. «The Wedding Song» — 5:04
2. «You’ve Been Around» (Дэвид Боуи, Ривз Гэбрелс) — 4:45
3. «I Feel Free» (Джек Брюс, Пит Браун) — 4:52
4. «Black Tie White Noise» (исполняют Дэвид Боуи и Al B. Sure!) — 4:52
5. «Jump They Say» — 4:22
6. «Nite Flights» (Ноэл Скотт Энджел) — 4:30
7. «Pallas Athena» — 4:40
8. «Miracle Goodnight» — 4:14
9. «Don’t Let Me Down & Down» (Тахра, Мартин Велмонт) — 4:55
10. «Looking for Lester» (Дэвид Боуи, Найл Роджерс) — 5:36
11. «I Know It’s Gonna Happen Someday» (Моррисси, Марк Невин) — 4:14
12. «The Wedding Song» — 4:29

- На индонезийском издании, Боуи спел «Don’t Let Me Down & Down» в Индонезии.
- Найл Роджерс не был указан соавтором песни «Looking for Lester» на оригинальном альбоме 1993, но его был добавлен на переиздании альбома 2003.

### Бонус-треки в некоторых изданиях
1. «Jump They Say» (Alternate mix) — 3:58
  - Same as the «JAE-E edit» from «Jump They Say» EU CD single.
  - Этого микса нет на переиздание 10th Anniversary edition.
2. «Lucy Can’t Dance» — 5:45

Примечания: Японское издание включает «Don’t Stop Praying» ремикс на «Pallas Athena», в качестве дополнительного бонус-трека.

#### Бонус-треки на10th Anniversary version
1. «Real Cool World» — 5:27
2. «Lucy Can’t Dance» — 5:48
3. «Jump They Say» (Rock Mix) — 4:30
4. «Black Tie White Noise» (3rd Floor US radio mix) — 3:44
5. «Miracle Goodnight» (Make Believe mix) — 4:30
6. «Don’t Let Me Down & Down» (Indonesian vocal version) — 4:56
7. «You’ve Been Around» (Dangers 12" mix) — 7:40
8. «Jump They Say» (Brothers in Rhythm 12" remix) — 8:26
9. «Black Tie White Noise» (Here Come Da Jazz) — 5:33
10. «Pallas Athena» (Meat Beat Manifesto|Don’t Stop Praying remix no. 2) — 7:24
11. «Nite Flights» (Moodswings] Back to Basics Remix) — 10:01
12. «Jump They Say» (Dub Oddity) — 6:18

#### Бонус DVD переиздания10th Anniversary version
1. «Introduction»
2. «With Lester Bowie»
3. «On Reeves Gabrels»
4. «You’ve Been Around» (Hollywood Center Studios, L.A., 5/8/93)
5. «Expanding and Experimenting»
6. «Nite Flights» (Hollywood Center Studios, L.A., 5/8/93)
7. «Otherness»
8. «Miracle Goodnight» (Hollywood Center Studios, L.A., 5/8/93)
9. «On Marriage»
10. «Black Tie White Noise» (Hollywood Center Studios, L.A., 5/8/93)
11. «With Mick Ronson»
12. «I Feel Free» (Hollywood Center Studios, L.A., 5/8/93)
13. «With Nile Rodgers»
14. «I Know It’s Gonna Happen Someday» (Hollywood Center Studios, L.A., 5/8/93)
15. «Miracle Goodnight» (promo video)
16. «Jump They Say» (promo video)
17. «Black Tie White Noise» (promo video)
18. «Credits»

## Участники записи

### Музыканты
- Дэвид Боуи: вокал, гитара, саксофон
- Паги Бэлл: ударные
- Стерлинг Кэмпбелл: ударные
- Барри Кэмпбелл: бас-гитара
- Найл Роджерс: гитара
- Ричард Хилтон: клавишные
- Джон Реган: бас-гитара
- Майкл Рейсман: арфа, колокола
- Дэйв Ричардс, Филипп Сэйси, Ричард Ти: клавишные
- Джерардо Велез: перкуссия
- Фонзи Тортон, Tawatha Agee, Curtis King Jr., Dennis Collins, Brenda White-King, Maryl Epps: бэк-вокал
- Al B. Sure!: вокал на «Black Tie White Noise»
- Фонзи Тортон, Tawatha Agee, Curtis King, Jr., Dennis Collins, Brenda White-King, Maryl Epps, Frank Simms, George Simms, David Spinner, Lamya Al-Mughiery, Connie Petruk, Дэвид Боуи, Найл Роджерс — хор на «I Know It’s Gonna Happen Someday»
- Мик Ронсон: гитара на «I Feel Free»
- Лестер Боуи: труба на «You’ve Been Around», «Jump They Say», «Pallas Athena», «Don’t Let Me Down & Down», «Looking For Lester»
- Уайлд Т. Спрингер: гитара

### Продюсеры
- Дэвид Боуи: продюсер
- Найл Роджерс: продюсер
- Джон Голдбергер, Гэри Тул, Эндрю Грасси, Майк Грин, Луи Альфред III, Дэйл Чэлоу, Ли Энтони, Нил Перри, Энди Смит: аудиоинженеры

## Хит-парады

### Альбом
| Год  | Хит-парад              | Высшая позиция |
| ---- | ---------------------- | -------------- |
| 1993 | UK Albums Chart        | 1              |
| 1993 | Norwegian Albums Chart | 8              |